# Humanistische Psychologie
Die Humanistische Psychologie ist eine Richtung innerhalb der wissenschaftlichen Psychologie. Ihrem Anspruch nach trägt sie mit dazu bei, dass sich gesunde, sich selbst verwirklichende und schöpferische Persönlichkeiten entfalten können.

## Entstehung
Gegen Ende der 1950er Jahre gründeten der Psychologe und Psychotherapeut Carl Rogers, die Familientherapeutin Virginia Satir und der Psychologe Abraham Maslow die American Association for Humanistic Psychology (AHP), die die Vorreiterin dieser Bewegung wurde. Weltanschauliche Wurzeln hat die Humanistische Psychologie vor allem im Humanismus und darauf aufbauend im Existentialismus (Jean-Paul Sartre, Martin Heidegger), in der Phänomenologie (Edmund Husserl) sowie der funktionellen Autonomie (Gordon Allport).

## Konzepte
Die erste ausgearbeitete Humanistische Psychologie geht auf Abraham Maslow (Positive Psychologie) zurück. Sein Konzept wurde später insbesondere von Carl Rogers in seiner klientenzentrierten Psychotherapie (auch: personzentrierte, nichtdirektive, Gesprächstherapie (GT) oder Gesprächspsychotherapie) aufgenommen und für den praktischen Bereich weiterentwickelt. Die Kernthese von Carl Rogers in der Humanistischen Psychologie lautet:

„Das Individuum verfügt potentiell über unerhörte Möglichkeiten, um sich selbst zu begreifen und seine Selbstkonzepte, seine Grundeinstellung und sein selbstgesteuertes Verhalten zu verändern; dieses Potential kann erschlossen werden, wenn es gelingt, ein klar definiertes Klima förderlicher psychologischer Einstellungen herzustellen.“

Psychische Störungen entstehen nach Meinung der Anhänger der Humanistischen Psychologie, wenn Umwelteinflüsse die Selbstentfaltung blockieren.
Ferner gibt es Persönlichkeiten der Psychologiegeschichte, die nicht originär der Humanistischen Psychologie zuzurechnen sind, aber in ihrem Ansatz dieser nahestehen. Hierzu werden häufig der Begründer der Logotherapie und Existenzanalyse Viktor Frankl, der Neopsychoanalytiker Erich Fromm mit seiner humanistischen Psychoanalyse, Hans-Werner Gessmann mit dem Humanistischen Psychodrama und der von Gestaltpsychologie beeinflusste Fritz Perls mit seiner Gestalttherapie angeführt.
Grundannahmen der Humanistischen Psychologie sind:
1. Menschen sind mehr als die Summe ihrer Teile. (Sie können nicht auf Teile reduziert werden)
2. Menschen leben in zwischenmenschlichen Beziehungen (Innerhalb des einzigartig menschlichen Umfelds, sowie der kosmischen Ökologie)
3. Menschen leben bewusst und können ihre Wahrnehmungen schärfen. (Menschliches Bewusstsein heisst sich bewusst zu sein, dass man bewusst ist und beinhaltet das Bewusstsein seiner selbst innerhalb der Beziehungen zu anderen Menschen.)
4. Menschen haben die Fähigkeit zu entscheiden (und tragen somit auch Verantwortung)
5. Menschen sind intentional[7] (Sie haben Ziele, sind sich bewusst, dass sie zukünftige Ereignisse auslösen bzw. beeinflussen können und streben nach Sinn, Bedeutung, Wert und Kreativität)

Humanistische Psychologie anerkennt auch spirituelles Streben als wesentlichen Teil der menschlichen Psyche und steht somit der Transpersonalen Psychologie nahe.
siehe auch: Humanistische Psychotherapie

## Kritik
Reinhard Tausch, der mit seinem Werk über Gesprächspsychotherapie die Konzeption Carl Rogers und die klientenzentrierte Psychotherapie im deutschen Sprachraum bekannt gemacht hat, stimmt zwar zu, dass die klientenzentrierte Psychotherapie ein humanes und sanftes Verfahren unter Berücksichtigung der Erlebniswelt des Klienten sei. Der Begriff der Humanistischen Psychologie habe aber etwas Negatives bekommen, weil sich damit eine gewisse Wissenschaftsfeindlichkeit, besonders gegenüber Empirie und Grundlagenforschung, verbinde. Gerade die verantwortliche therapeutische Arbeit mit Klienten brauche aber eine empirisch-wissenschaftliche Fundierung.
Eine alte Kritik an der Gesprächspsychotherapie bestand darin, dass die Störungsspezifizität der Ätiologie und Behandlung in Bezug auf unterschiedliche Störungsbilder wenig ausgearbeitet war. Stattdessen wurde damals eher verallgemeinernd für alle die gehemmte oder blockierte Selbstaktualisierungstendenz als Störungsauslöser angenommen.